# Unleashed (gruppo musicale)
Gli Unleashed sono una band death metal e viking metalsvedese formata nel 1989 da Johnny Hedlund dopo lo scioglimento dei Nihilist (riformatisi come Entombed senza di lui).
Cultura vichinga, il ricordo di un mondo pre-cristiano e folklore norreno sono i temi principali dei testi della band, che, come band tipo Motörhead, Judas Priest o Venom, si dichiara anche parte integrante della tradizione Rock and roll.

## Storia del gruppo

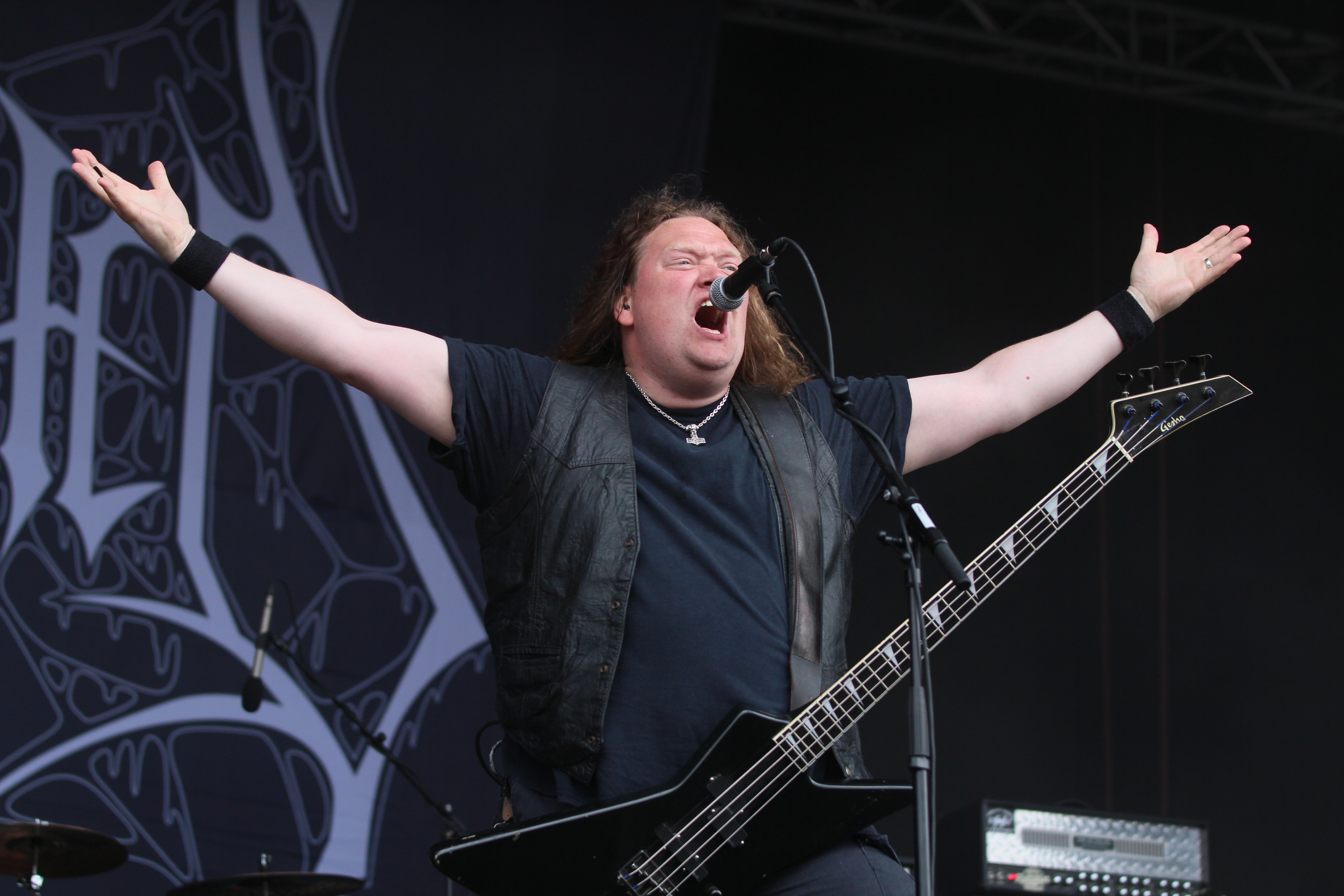
Johnny Hedlund, fondatore del gruppo

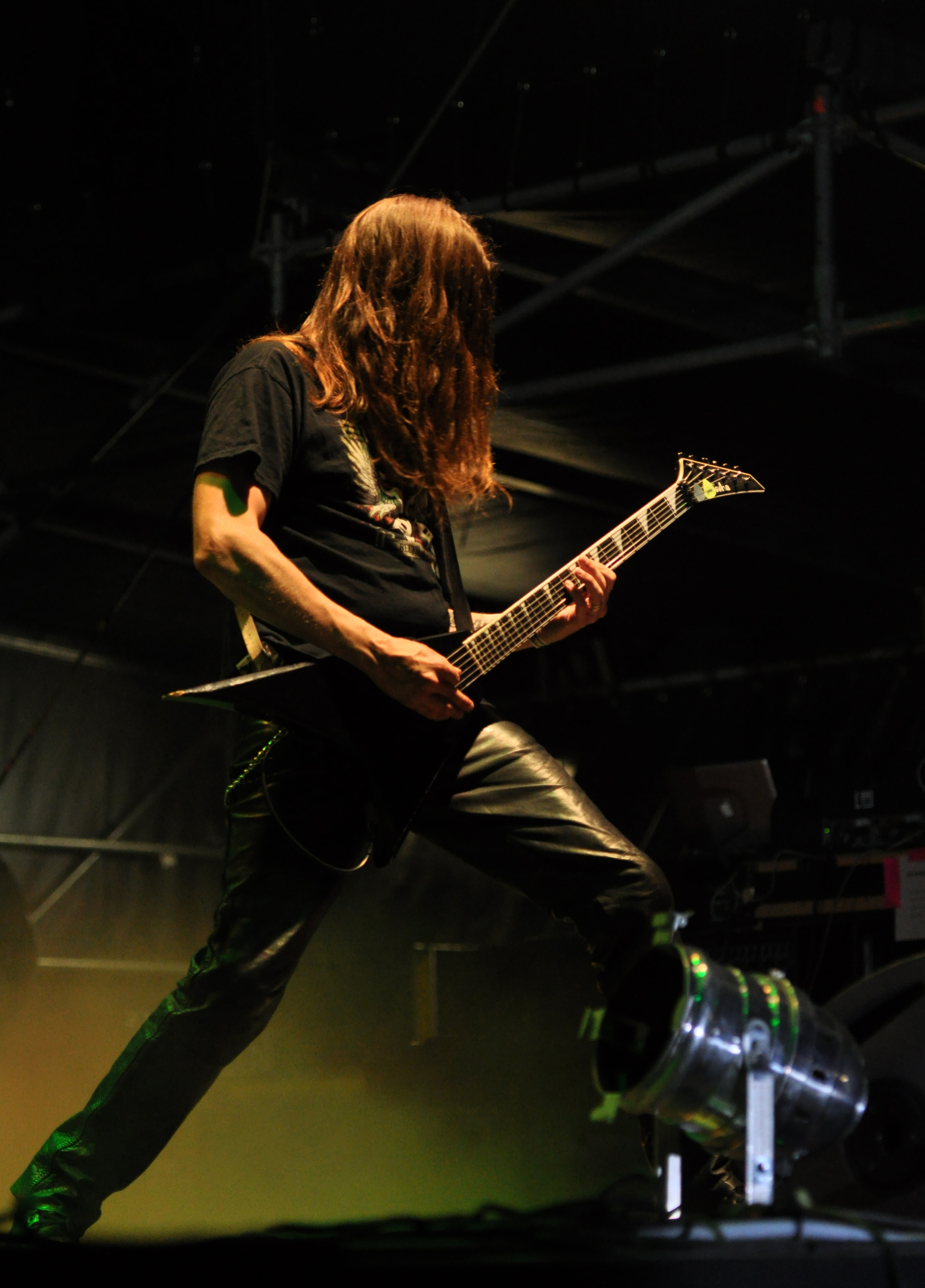
Tomas Måsgard con gli Unleashed al Party San Metal Open Air 2013

Gli Unleashed sono nati, nel 1989, per volontà del leader Johnny Hedlund dopo lo scioglimento della sua precedente band: i Nihilist.
Nel 1991 è stato pubblicato il primo album Where No Life Dwells e, l'anno successivo è stata la volta di Shadows in the Deep.
Fu del 1993 il terzo album Across the Open Sea per la Century Media Records. L'album vedeva una produzione molto rigorosa e sonorità molto innovative, che fece guadagnare alla band sempre più nuovi consensi.
Nel 1995 uscì poi Victory (sempre per la Century Media), disco che in piena coerenza con il loro percorso: presenta sonorità tra black metal, death metal ed hardcore punk.
Dopo la pubblicazione di altri tre album il gruppo si prese una pausa fino al 2002, anno dell'uscita di Hell's Unleashed, altro classico della band.
Nel 2004 è stato pubblicato il settimo album Sworn Allegiance e, due anni dopo Midvinterblot.
Nello stesso anno hanno partecipato al Masters of Death tour insieme a Grave, Dismember ed Entombed.

## Formazione

### Formazione attuale
- Johnny Hedlund – voce, basso (1989-presente)
- Anders Schultz – batteria (1989-presente)
- Tomas Olsson – chitarra (1990-presente)
- Fredrik Folkare – chitarra (1995-presente)

### Ex componenti
- Fredrik Lindgren – chitarra (1989-1995 deceduto)[8]
- Robert Sennebäck – chitarra, voce (1989-1990)

### Ex turnisti
- Jonas Tyskhagen – batteria (2006)

## Discografia

### Album in studio
- 1991 - Where No Life Dwells
- 1992 - Shadows in the Deep
- 1993 - Across the Open Sea
- 1995 - Victory
- 1997 - Warrior
- 2002 - Hell's Unleashed
- 2004 - Sworn Allegiance
- 2006 - Midvinterblot
- 2008 - Hammer Battalion
- 2010 - As Yggdrasil Trembles
- 2012 - Odalheim
- 2015 - Dawn of the Nine
- 2018 - The Hunt for White Christ
- 2021 - No Sign of Life

### Album dal vivo
- 1993 - Live in Vienna '93
- 1996 - Eastern Blood - Hail to Poland

### Raccolte
- 2008 - Viking Raids 1991-2004 (periodo Century Media)

### EP
- 1991 - And the Laughter Has Died...
- 2018 - The Hunt for White Christ (EP & Rarities)

### Singoli
- 2015 - Where Is Your God Now?

### Split
- 1991 - In The Eyes Of Death (con Tiamat, Asphyx, Grave e Loudblast)

### Cofanetti
- 2003 - ...And We Shall Triumph in Victory
- 2008 - Immortal Glory: The Complete Century Media Years

### Demo
- 1990 - The Utter Dark
- 1990 - ....Revenge
- 1990 - Century Media Promo Tape